# PyTorch Lightning
PyTorch Lightning は、ディープラーニングフレームワークである PyTorch に高レベルのインターフェイスを提供するオープンソースのPython ライブラリ。
軽量で高性能なフレームワークであり、PyTorch コードを編成して研究をエンジニアリングから切り離し、ディープラーニングの実験を読みやすく再現しやすくする。割り当てられたハードウェアで簡単に実行できると同時にハードウェアに依存しないような、スケーラブルな深層学習モデルを作成するように設計されている。 PyTorch Lightningは、あらゆるタイプの研究に究極の柔軟性を提供し、最先端のAI機能を実装する上で必要となる定型的なエンジニアリングを削減する。
PyTorch Lightning は、2019年、PyTorch コードをカンファレンスに送信するための規格として NeurIPS Reproducibility Challenge に採用された。

2020年10月19日、PyTorch Lightning 1.0 がリリースされた。

## Lightning
Lightning は深層学習フレームワークの一種である。モデルの学習・推論・デプロイまでを一貫してサポートする。Pythonパッケージ lightning として提供されている。
Lightningは以下の3つのコアパッケージから成る：
- PyTorch Lightning
- Lightning Fabric
- Lightning Apps